# Ruta erythraea
Ruta erythraea là một loài thực vật có hoa trong họ Cửu lý hương. Loài này được (Boiss.) Aitch. & Hemsl. miêu tả khoa học đầu tiên năm 1886.